# برايان لوري
برايان لوري (بالإنجليزية: Brian Lowry)‏ هو لاعب كرة قدم بريطاني في مركز نصف الجناح، ولد في 12 ديسمبر 1936 في مانشستر في المملكة المتحدة. لعب مع غريمسبي تاون.